# Hypolytrum humile
Hypolytrum humile là loài thực vật có hoa trong họ Cói. Loài này được (Hassk. ex Steud.) Boeckeler mô tả khoa học đầu tiên năm 1871.